# Berlin-Tempelhof
Tempelhof is een stadsdeel in het zuiden van de Duitse hoofdstad Berlijn.
Sinds de gebiedshervorming van 1 januari 2001, waarbij het aantal districten (Verwaltungsbezirke) van 23 naar 12 werd teruggebracht, maakt Tempelhof deel uit van het district Tempelhof-Schöneberg. Daarvoor bestond er een zelfstandig district Tempelhof, dat ook de stadsdelen Mariendorf, Marienfelde en Lichtenrade omvatte.

## Ligging
Tempelhof ligt in het noordoosten van het district. In het westen grenst het aan Schöneberg en in het zuidwesten aan Steglitz. In het zuiden grenst het aan Mariendorf, in het zuidoosten aan Britz, in het oosten aan Neukölln en in het noorden aan Kreuzberg.

## Geschiedenis
De naam Tempelhof gaat terug op de middeleeuwse ridderorde de Tempeliers, die hier rond 1200 een versterkte commanderij vestigden. Het gebied bleef lange tijd landelijk en was lange tijd ook een privé-bezit dat geregeld van eigenaar wisselde. Aan het begin van de 19de eeuw ontwikkelde Tempelhof zich van boerendorp tot een bestemming voor Berlijners die op zoek waren naar ontspanning op het platteland. De gebieden Tempelhofer Unterland (later Tempelhofer Vorstadt en Tempelhofer Berg (sinds 1821 Kreuzberg) werden in 1861 reeds bij de stad Berlijn gevoegd. De zuidelijke grens van de Tempelhofer Vorstadt werd nu de noordelijke grens van het Tempelhofer Feld. In 1878 werd het Gutsbezirk Tempelhof een gemeente. In 1906 werd het Teltowkanaal voltooid wat aanzienlijk bijdroeg aan de economische opleving van Tempelhof. 
In 1920 werd de gemeente Tempelhof opgenomen in Groot-Berlijn, waarvan het ook een district werd, dat tot 2000 bestond, toen het fuseerde met Schöneberg. Ook de gemeentes Mariendorf (zonder Südende), Marienfelde en Lichtenrade werden in het district Tempelhof ingedeeld. In 1933 werd het eerste concentratiekamp van Duitsland, Columbiahaus, hier in gebruik genomen. In 1936 werd dit kamp opgeheven. Sinds 1981 wordt Tempelhof doorkruist door de Berliner Stadtautobahn.

## Verkeer
De stations Tempelhof en Attilastraße worden bediend door de S-Bahn. Er zijn ook zes metrostations: Tempelhof, Alt-Tempelhof, Kaiserin-Augusta-Straße, Paradestraße, Platz der Luftbrücke en Ullsteinstraße. Deze worden bediend door U6-lijn. Tot 1966 liep er ook een tramlijn door Tempelhof die toen opgeheven werd en vervangen door bussen en de metro. 
In 1923 werd ook de Flughafen Tempelhof aangelegd. Hierdoor nam het belang van de Flugplatz Johannisthal af. Toen Tegel in 1975 de positie van grootste Berlijnse luchthaven van Tempelhof overnam nam ook het belang van deze luchtahven af, die voornamelijk voor Amerikanen gebruikt werd tot 1993. In 1985 kwamen er wel terug burgervluchten, maar in 2008 werd de luchthaven definitief gesloten.

## Sport
BFC Germania 1888 speelt op de Sportplatz an der Götzstraße en is de oudste nog bestaande club van Duitsland. De club speelde 17 seizoenen in de toenmalige hoogste klasse, waarvan de laatste keer in 1918. In 1954 speelde de club voor het laatst in de tweede klasse en in 2006 voor het laatst in de Berlin-Liga, op dat moment nog de vijfde klasse. Net als BFC Germania aanvankelijk op het Tempelhofer Feld speelde was dit ook de thuishaven van BFC Frankfurt 1885, de tweede oudste club van het land, die echter al in 1900 ontbonden werd. 
BFC Viktoria 1889 speelde in het Friedrich-Ebert-Stadion en werd drie keer landskampioen. De club speelde 61 seizoenen in de hoogste klasse, waarvan voor het laatst in 1962-1963. Vanaf de jaren tachtig zakte de club weg naar lagere reeksen. In 2013 fuseerde de club met LFC Berlin en verhuisde naar het stadion in Lichterfelde.
Ook BFC Preussen 1894 is afkomstig uit Tempelhof en speelde 34 seizoenen in de hoogste klasse tot 1933. In 1938 verhuisde de club naar Lankwitz. 
Berliner FC Vorwärts 1890 speelde 35 seizoenen in de hoogste klasse toen ze in 1927 fuseerden met BTuFC Union 1892. Union speelde tot 1908 zelf ook in Tempelhof en werd in 1905 landskampioen, daarna verhuisden ze naar Mariendorf, waar ook de fusieclub bleef spelen. 
Het in 1972 opgerichte SD Croatia Berlin speelt ook in het Friedrich-Ebert-Stadion. De club speelde van 1996 tot 2001 in de nationale competities.

## Stedenband
- Amstelveen (Nederland), sinds 1957

## Afbeeldingen

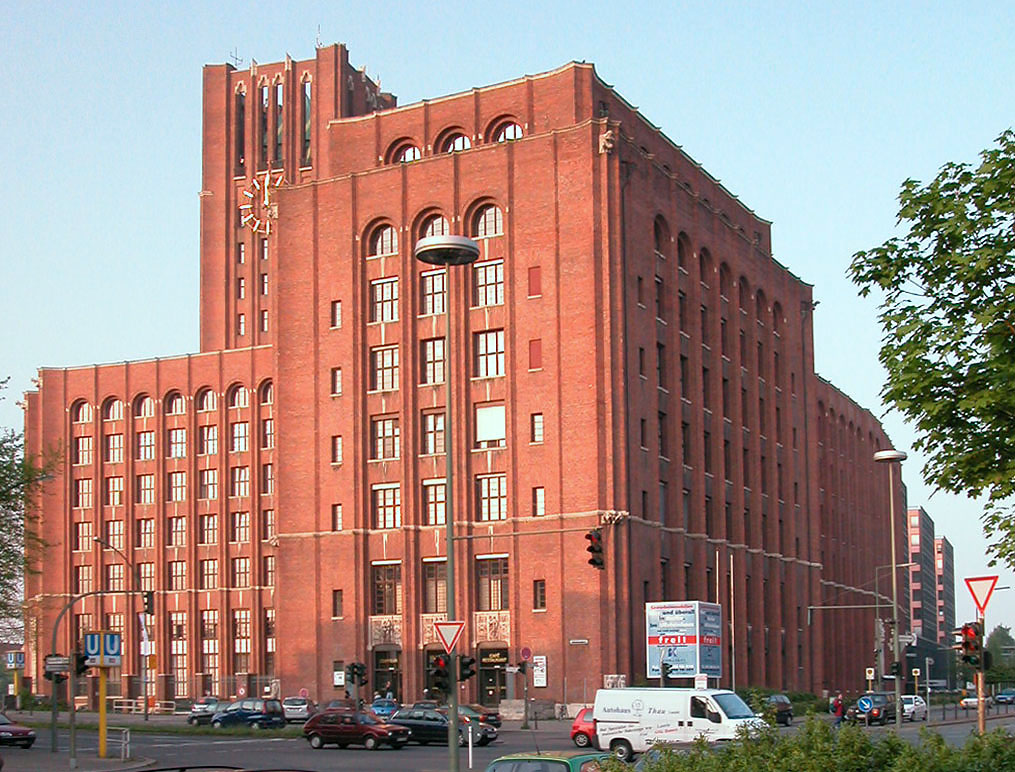
Ullsteinhaus
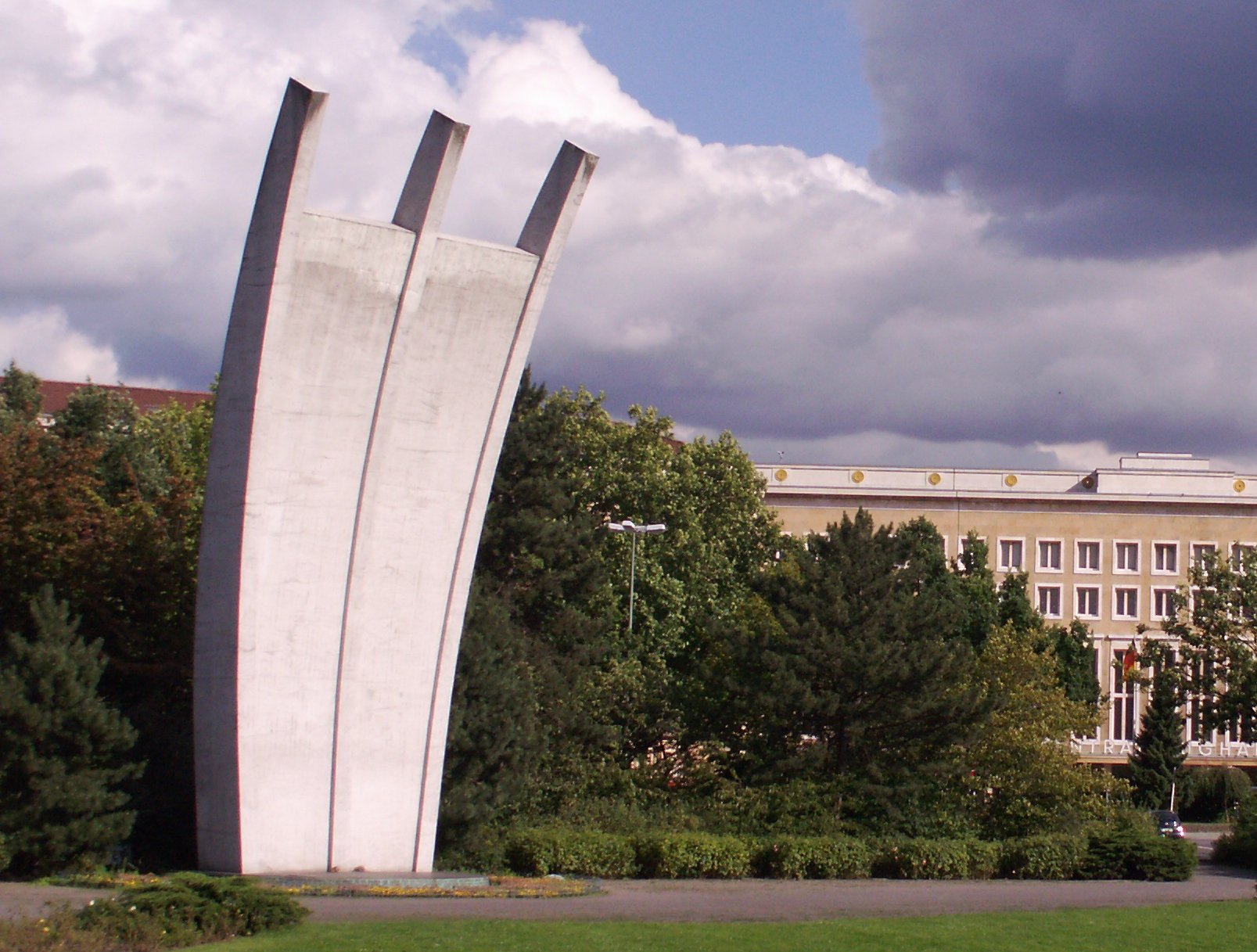
Luftbrückendenkmal Berlin-Tempelhof ter ere van de Berlijnse luchtbrug